# Lophophora
Las lofóforas (Lophophora) es un género de cactáceas norteamericano, compuesto principalmente por dos especies. Algunos autores consideran un número diferente de especies para este género.
L. williamsii, conocida también como peyote; y L. diffusa difieren principalmente en su color, siendo la primera verde-azulada, y la segunda verde-amarillenta. Algunas de las otras especies nombradas suelen ser consideradas como variedades de estas dos. Así, L. fricii sería una variedad de L. williamsii con numerosas costillas y de un tamaño mayor, proveniente del Estado de Coahuila.

## Descripción
Las especies del género son plantas pequeñas, cercanas al suelo (geofílicas); se les encuentra solas o formando agregados (cespitosas). La parte del tallo que emerge de la superficie del suelo (botón) es globoso-aplanado (chato), carnoso y suave con la epidermis muy delgada. La porción enterrada es gruesamente napiforme, carnosa y tiene los tejidos tegumentarios suberificados (que contienen súber); en ella es posible distinguir restos de las areolas aún con los pinceles de pelos en desintegración; esa parte es, por tanto, un tallo subterráneo. El resto enterrado es de origen hipocotilar y lleva raíces delgadas fusiformes. En épocas de sequía la parte aérea del tallo se encoge al perder agua, por evaporación, quedando casi enterrada o muy pegada al suelo, emergiendo al hidratarse al llegar las primeras lluvias. El botón es de 2-7cm de altura y 4-12cm de diámetro. Espinas ausentes en el adulto, solo presentes en las plántulas, donde son rudimentarias y plumosas. Las dos especies de Lophophora florecen de marzo a septiembre. Estas plantas con el tiempo producen nuevos brotes en las areolas inferiores del tallo, formándose así pequeños clones.

## Taxonomía
El género fue descrito por John Merle Coulter y publicado en Contributions from the United States National Herbarium 3(2): 131–132. 1894. La especie tipo es: Lophophora williamsii (Lem.) J.M.Coult.
Etimología
Lophophora: nombre genérico que deriva de las palabras griegas: "lλοφος", que significa "cresta", y "φορεω", "traer", y se refiere a la lana que crece en sus areolas.

## Especies aceptadas
A continuación se brinda un listado de las especies del género Lophophora aceptadas hasta abril de 2015, ordenadas alfabéticamente. Para cada una se indica el nombre binomial seguido del autor, abreviado según las convenciones y usos.	
- Lophophora diffusa (Croizat) Bravo
- Lophophora williamsii (Lem.) J.M.Coult. - Peyote